# Поліське (Рівненський район)
Полі́ське — село в Україні, у Рівненському районі Рівненської області. Населення становить 1656 осіб.

## Історія
12 червня 2020 року, відповідно до розпорядження Кабінету Міністрів України № 722-р від «Про визначення адміністративних центрів та затвердження територій територіальних громад Рівненської області», увійшло до складу Березнівської міської громади.
19 липня 2020 року, в результаті адміністративно-територіальної реформи та ліквідації Березнівського району, село увійшло до складу Дубенського району.

## Населення
За переписом населення 2001 року в селі мешкало 1 645 осіб.

### Мова
Розподіл населення за рідною мовою за даними перепису 2001 року:
| Мова       | Відсоток |
| ---------- | -------- |
| українська | 99,94 %  |
| російська  | 0,06 %   |

## Культура

### Бібліотека
Бібліотечна справа села Погорілівка (тепер Поліське) розпочалася ще у 1948 році. На той час приміщення під бібліотеку ще як такого не було, і хату-читальню відкрили у сільській хаті Дмитрука Якова Петровича. Завідувачкою призначили молоду дівчину із сусіднього села Друхів Савчук Олександру, яка мала освіту 6 класів. Вона і розпочала бібліотечну справу. Привозили книги із районного центру Соснове. До 1950 року у хаті-читальні налічувалось десь до 100 книг — це в основному були художні книжки, пізніше почали поступати і на воєнну тематику. Хазяїн цієї хати змайстрував полички для книг і ослін для відвідувачів.
А читачами була в основному молодь. Вона збиралася до бібліотеки тільки в неділю, тому що в буденні дні усі працювали в полі. А от зимою збиралися частіше. Тут проводилися голосні читки, так як усі не вміли читати. Багато хлопців, які закінчили школу ще до війни, загинули на фронті, а дівчата рідко хто вмів читати. Багато читала їм бібліотекар, особливо усі слухали «Кобзаря» Т. Г. Шевченка. 
У 1950 році з району прислали освіченого бібліотекаря на прізвище Телегуз. Місцеве керівництво почало говорити про будівництво клубу.
У 1951 році з району прислали представників, які разом з місцевою владою почали звозити ліс. У заможних хазяїв руйнували стайні, будинки, забирали дерево і звозили на будівництво клубу. І вже у 1952 році закінчили будівництво клубу. Телегуза (бібліотекаря) призначили завідувачем клубу, а бібліотеку прийняла Баб'як Клавдія Іванівна. Під бібліотеку було виділено дві кімнати. На той час у клубі знаходилося і відділення зв'язку.
У 1953 році почала функціонувати шкільна бібліотека, якою завідував вчитель фізкультури Лисиця М. А. В бібліотеці була невелика кількість книг, але учні із задоволенням читали, те що було. У 1963 році бібліотеку прийняла Єзерська Галина Арсенівна, яка також була вчитель за спеціальністю, але дуже відповідально відносилась до бібліотечної роботи. За період її роботи в бібліотеці збільшився фонд, береглась кожна книжка, кожна брошура. Галина Арсенівна працювала в бібліотеці до виходу на пенсію.
У 1974 році у шкільну бібліотеку прислали уже фахівця з бібліотечною освітою Савчук Ганну Юхимівну. На цей час у бібліотеці уже налічувалось до 4000 художньої і наукової літератури.
У 1977 році в шкільній бібліотеці на посаду бібліотекаря призначено Пантюшко Галину Петрівну, яка працювала до 1981 року. Щороку фонд бібліотеки збільшувався, надходила велика кількість класичної, методичної та іншої літератури. У 1981 році бібліотеку прийняла Дзюбук Людмила Володимирівна.
Сільська бібліотека у 1980 році була перенесена у приміщення сільської ради, а на місці старого клубу почали будувати будинок культури. Пройшло шість років і бібліотека зустрічала новий 1986 рік у новому приміщенні будинку культури. Великі світлі кімнати, нові стелажі, багато нової літератури, але недовго довелося бібліотекарю
Дзюбук Валентині Олександрівні працювати в новому приміщенні. У вересні 2000 року половину приміщення будинку культури було здано в оренду для Поліської загальноосвітньої школи, а бібліотеку знову довелося розмістити у приміщенні сільської ради на другому поверсі.
У 2002 році до публічної бібліотеки с. Поліське було передано шкільну бібліотеку. З цього часу почала функціонувати публічно-шкільна бібліотека, яка знаходилася в двох приміщеннях: шкільний абонемент у школі, а публічна — в приміщенні сільської ради.
У 2013 році бібліотеку об'єднали в одне приміщення. На даний час бібліотека знаходиться в приміщенні Поліської ЗОШ І-ІІІ ступенів. Завідувачка бібліотеки Дзюбук Л. В. Бібліотека має в користуванні велику світлу кімнату, є зручні столи, стільці, стелажі для книг, комп'ютер, принтер, фонд CD-DVD диски. Фонд бібліотеки нараховує 11659 примірників художньої, наукової, методичної та іншої літератури, а також 6089 примірників навчальної літератури, підручників. За період роботи в статусі публічно-шкільну бібліотеку було нагороджено грамотою Управління освіти і науки Рівненської обласної державної адміністрації, грамотою відділу культури Березнівської державної адміністрації, грамотами комунального закладу Березнівської ЦСПШБ.

## Відомі люди
У селі народилися:
- відомий політичний діяч Василь Червоній.
- Гергелюк Домна Калениківна — прядильниця Рівненського льонокомбінату. Депутат Верховної Ради УРСР 8-10-го скликань.
- Шульжук Каленик Федорович — український вчений, педагог, професор, доктор філологічних наук, академік Академії наук вищої школи України, заслужений працівник освіти України, відмінник освіти України.

Дзюбук Федір Несторович народився 1 січня 1921 року в селі Погорілівка, Людвипільського району (нині смт. Соснове), Ровенської області. На війну пішов 15 січня 1944 року. Спочатку перебував у Чернігові в запасному полку.
В травні 1944 року перебував в 3-му Білоруському полку. Стояв в обороні під Оршою. Прорвались і пішли в наступ до Кенігсберга де і тримав поранення (22 червня). Лікувався у госпіталі у м.Москва.
Після госпіталю служив у запасному полку у Мінську, де вже у 1945 р. забрали на фронт у Польщу, а згодом у Німеччину.
Після закінчення війни до 1946 року служив у Росії.
Нагороджений: Орденом «Вітчизняної війни», медалями «За відвагу», «За перемогу над Німеччиною у Великій Вітчизняній війні 1941—1945 рр.»
Помер Федір Несторович 25 липня 1997 року.
Кусік Григорій Юхимович народився 20 квітня 1927 року, у селі Погорілівка, Людвипільського району (нині смт Соснове), Ровенської області.
У січні 1944 року був мобілізований до армії. Військову підготовку пройшов у Новоград-Волинській військовій частині, отримав звання молодший сержант і був направлений сапером під Псков (Білорусь). Потім воював у Польщі, Чехії, Австралії. Часто ходив у розвідку. Був поранений.
Повернувся з війни 1 травня 1947 року. На даний час проживає в селі Поліське, Березнівського району Рівненської області.
Нагороджений: медалями «За перемогу над Німеччиною у Великій Вітчизняній війні 1941—1945 рр.», «За визволення Праги», «За бойові заслуги».